# Bryan Rabello
Bryan Rabello, né le 16 mai 1994 à Rancagua, est un footballeur international chilien qui évolue au poste de milieu offensif à Santos Laguna.
Il est international avec le Chili depuis 2012.

## Carrière

### Les débuts au Chili
Bryan Rabello est formé à Colo-Colo, club qu'il intègre à l'âge de 12 ans. Le 7 octobre 2009, à l'âge de 15 ans, Rabello fit sa première apparition avec l'équipe première en remplaçant Charles Aránguiz à la 36e minute de jeu en Copa Chile. Le 22 août 2010, il fit son premier match en Primera Division contre l'Union Espanola. Grâce à ses bonnes performances, il attire l'attention de nombreux clubs européens comme Chelsea, Manchester City, Liverpool et le Séville FC.

### FC Séville
En septembre 2012, il rejoint officiellement le club Espagnol contre 500.000 euros, il commencera la saison avec l'équipe réserve. Le 3 décembre 2012, Rabello fait ses débuts en liga face à Valladolid, en remplaçant Cicinho à la 28e minute de jeu. En janvier 2013, l'AS Roma fait part de son attirance pour le joueur Chilien. Après le depart de Jesus Navas à Manchester City, Rabello intègre la première équipe sous les ordres de Unai Emery. Il marque son premier but officiel le 8 août 2013 contre Mladost en Ligue Europa. Le 9 août 2013, il marque le troisième but de la rencontre face à Manchester United à Old Trafford en amical. En septembre 2013, Schalke fit une offre de 7 millions d'euros que le FC Séville refusa.

### Le prêt au Deportivo la Corogne
En janvier 2014, le FC Séville annonce le prêt jusqu'à la fin de la saison de Rabello au Deportivo La Corogne en Liga Adelante pour y gagner du temps de jeu, il s'y impose comme un titulaire indiscutable au sein de son nouveau club.

### Le prêt au FC Lucerne
Durant le mercato estival, le FC Seville et le FC Lucerne trouve un accord pour le prêt d'une saison du jeune milieu Chilien. Le 14 septembre 2014, il joue son premier match en remplaçant Thierry Doubai à la 86e minute de jeu.

### Le prêt au FC Luganés
En 2015, il est prêté jusqu'à la fin de la saison au FC Luganés, club de segunda division.

### Le Mexique
Le 7 juillet 2015, il quitte le FC Séville pour s'engager avec le Club Santos Laguna pour les quatre prochaines années. Il devient très vite l'un des membres clés de l'équipe.

### En équipe nationale
Il fit ses débuts avec l'équipe première le 21 avril 2012 contre le Pérou en amical. En 2013, le FC Séville a autorisé son attaquant à participer à la Copa America des moins de 20 ans avec le Chili, qui aura lieu en Argentine entre le 9 janvier et le 3 février. En janvier 2013, Rabello est convoqué par Jorge Sampaoli pour affronter l'Égypte le 6 février en amical. Le Chili se qualifie pour la coupe du monde des U20 en Turquie à la suite d'un superbe coup franc de Rabello face au Pérou, score final 1-1. Rabello est sélectionné pour les éliminatoires de la coupe du monde 2014.

## Palmarès
- Colo Colo
- Championnat du Chili (1)
  - Vainqueur : 2009 (Clôture)
- FC Séville
- Ligue Europa (1)
  - Vainqueur : 2014

### Distinctions personnelles
- Chili
  - Élu membre de l'équipe idéale du Campeonato Sudamericano U20 : 2013